# تولید رضایت: نوآم چامسکی و رسانه‌ها
جعل رضایت: نوآم چامسکی و رسانه‌ها (به انگلیسی: Manufacturing Consent: Noam Chomsky and the Media) فیلم مستندی است به کارگردانی مارک آچبار و پیتر وینتانیک که در سال ۱۹۹۲ تولید شد.